# Robert B. Wiringa
Robert Bruce Wiringa (* 18. März 1950 in Houston, Texas) ist ein US-amerikanischer theoretischer Kernphysiker.
Wiringa studierte am Rensselaer Polytechnic Institute (Bachelor 1972) und promovierte 1978 bei Vijay Pandharipande an der University of Illinois at Urbana-Champaign, wo er zuvor 1974 seinen Master-Abschluss erhielt. Als Post-Doc war er zwei Jahre am Los Alamos National Laboratory, bevor er 1981 an das Argonne National Laboratory ging, wo er seit 1983 Assistant Physicists, seit 1987 Physicists und seit 2000 Senior Physicist ist und 1994 bis 2001 die Physik-Theoriegruppe leitete. 1993 war er Gastprofessor am Caltech.
Wiringa beschäftigte sich mit der Nukleon-Nukleon-Wechselwirkung, der Drei-Nukleonen-Wechselwirkung, quantenmechanische Monte-Carlo-Rechnungen zu Kernstruktur (ab den 1980er Jahren teilweise mit Pandharipande und Steven C. Pieper) und Kernreaktionen und Untersuchungen über dichte Kernmaterie zum Beispiel in Neutronensternen.
Er war Mitherausgeber von Physical Review C.
2010 erhielt er mit Steven C. Pieper, mit dem er in Argonne über lange Jahre zusammenarbeitete, den Tom-W.-Bonner-Preis für Kernphysik für, so die Laudatio, die Entwicklung quantitativer, ab initio Rechnungen der Eigenschaften von Kernen der Massenzahlen A =6 bis A =12, einschließlich tiefer physikalischer Einsichten in die Natur der Kernkräfte und die Anwendung moderner Verfahren des Wissenschaftlichen Rechnens in der Physik. Er ist seit 1999 Fellow der American Physical Society.

## Schriften
- From Deuterons to Neutrons Stars - variations in nuclear many body theory, Rev.Mod.Phys., Bd. 65, 1993, S. 231–242
- mit Pieper Quantum Monte Carlo Calculations of light nuclei, Ann.Rev. Nucl. Part. Sci., Bd. 51 2001, S. 53
- mit Joseph Carlson Variational MC Techniques in Nuclear Physics, in Langanke, Maruhn, Koonin (Hrsg.) Computational Nuclear Physics, Bd. 1, Springer 1990